# Shekh Morsalin
Shekh Morsalin (en bengali : শেখ মোরসালিন), né le 25 novembre 2005 à Faridpur Sadar au Bangladesh, est un footballeur international bangladais évoluant au poste de milieu offensif au Bashundhara Kings.

## Biographie

### En club
Né à Faridpur Sadar au Bangladesh, Shekh Morsalin est formé par l'académie locale du BKSP puis il joue pour Alamgir SKKS. Il est recruté par le Bashundhara Kings en 2022 mais est directement prêté au Mohammedan SC.
Il fait ensuite son retour au Bashundhara Kings, jouant son premier match le 9 décembre 2022 contre l'AFC Uttara (en) en championnat. Il entre en jeu et son équipe l'emporte par trois buts à zéro.
Morsalin se montre décisif le 26 mai 2023 en marquant son premier but pour le club, face au Sheikh Russell KC. Titulaire, il participe à la victoire de son équipe par six buts à quatre, celle-ci validant le sacre du Bashundhara Kings, qui remporte le championnat du Bangladesh pour la quatrième saison consécutive.

### En sélection
Shekh Morsalin honore sa première sélection avec l'équipe nationale du Bangladesh le 15 juin 2023 face au Cambodge. Il entre en jeu et son équipe l'emporte par un but à zéro,. Morsalin inscrit son premier but en sélection lors de son troisième match, le 25 juin 2023 contre les Maldives. Entré en jeu à la place du capitaine Jamal Bhuyan (en), le jeune milieu participe à la victoire des siens par trois buts à un,.
Le 21 novembre 2023, il se fait remarquer en inscrivant le but égalisateur de son équipe face au Liban, lors des éliminatoires de la Coupe du monde de 2026 (1-1 score final). Sa prestation est notamment saluée par le Confédération asiatique de football.

## Palmarès
Bashundhara Kings
- Championnat du Bangladesh (2) :
  - Champion : 2022-2023 et 2023-2024.